# 新加坡銀行
新加坡銀行（Bank of Singapore）是一家位於新加坡的私人銀行，是華僑銀行的子公司，原先稱ING亞洲私人銀行（ING Asia Private Bank）。2009年被華僑銀行從ING集團以14.6億美元的價格收購，其業務主要在亞洲。

## 外部連結
- Bank of Singapore's website （页面存档备份，存于）